# Cyllopoda angustistriga
Cyllopoda angustistriga là một loài bướm đêm trong họ Geometridae.